# Esad Razić
Esad Razić (* 27. Juli 1982 in Doboj, SFR Jugoslawien) ist ein bosnisch-schwedischer ehemaliger Fußballspieler.

## Karriere
Als Esad Razić zehn Jahre alt war, floh seine Familie mit ihm vor dem Bosnienkrieg nach Schweden. Dort ging er zum Fußballverein in Tibro und wechselte später zum Erstligaverein IF Elfsborg.
Bereits mit 18 Jahren ging der Bosnier mit schwedischem Pass ins Ausland zum niederländischen Zweitligisten FC Den Bosch. Gleich im ersten Jahr gelang der Aufstieg in die Eredivisie, aber eine hartnäckige Knieverletzung führte dazu, dass er im zweiten Jahr nur dreimal spielte, und nach dem sofortigen Wiederabstieg des FC verließ er den Verein wieder. Es folgte ein Jahr in Spanien, doch nachdem sein dortiger Verein, der Zweitligist Racing de Ferrol am Saisonende abstieg, kehrte er in die Niederlande zurück.
2002/03 spielte der gelernte Stürmer, der auf der linken Seite spielt, ein weiteres Jahr in der Eredivisie für den RBC Roosendaal, konnte sich aber mit 13 Saisoneinsätzen nicht durchsetzen. Es folgten drei erfolgreiche Jahre als Stammspieler beim Zweitligisten Helmond Sport. Danach wechselte Razić 2008 nach Zypern zu AEK Larnaka und ein Jahr später zum zyprischen Hauptstadtclub Olympiakos Nikosia.
Nach eineinhalb Jahren kehrte der Bosnier zum Jahreswechsel 2009/10 auf den europäischen Kontinent zurück und ging in die 2. Bundesliga nach Deutschland zu Rot-Weiß Oberhausen, die nach einer offensiven Verstärkung für die zweite Saisonhälfte suchten. Aufgrund mehrerer Muskelverletzungen kam er allerdings nicht oft zum Einsatz.
Nach einem einjährigen Gastspiel beim niederländischen Drittligisten FC Oss kehrte Razić im Sommer 2011 zurück zu Rot-Weiß Oberhausen. Dort kam er in der 3. Liga 2011/12 aufgrund von Verletzungen nur zu neun Einsätzen und stieg mit dem Verein in die Regionalliga ab.

## Titel / Erfolge
- Aufstieg in die niederländische Eredivisie 2001 mit dem FC Den Bosch